# Brazíliai lengyelek
Brazíliai lengyelek (portugálul:  polono-brasileiros, lengyelül: Polonia brazylijska), azok a brazil állampolgárok, akik részben vagy egészben lengyel származásúak. Becslések szerint 1,5 és 3 millió fő közötti a lengyel származású brazilok száma.

## Történetük
Az első lengyel bevándorlók 1869. augusztusában érkeztek Santa Catarina állambeli Itaja kikötőjébe. A hajóval 78 lengyel érkezett, akik mind Dél-Sziléziából származtak.
Kevesebb lengyel érkezett mint portugál vagy olasz bevándorló, de sok lengyel végül letelepedett Brazíliában. Az akkor érkező lengyelek pontos számát azért is nehéz meghatározni mert a három részre felosztott Lengyelország területéről attól függően a lengyelek honnan származtak "orosz" vagy "német" állampolgárként érkeztek. Így 1872 és 1959 között mintegy 110 ezer "orosz" érkezett Brazíliába.
A legtöbb 1870–1920 között Dél-Brazíliába érkező lengyel katolikus volt és többségük Paraná államban telepedett le ahol földművesként dolgoztak, a többi lengyel a szomszédos államokba Rio Grande Do Sulba és Santa Catarinaba és São Pauloba vándorolt.
Az 1920-as évek után számos lengyel zsidó érkezett Brazíliába menekültként és többségük São Paulo államban telepedett le, manapság a legtöbb brazíliai zsidó lengyel származású. Ebben az időben jöttek létre az első lengyel iskolák, ahol a gyerekek anyanyelvükön tanulhattak.
Az 1930-as években a Getúlio Vargas elnöksége fémjelezte asszimilációs időszak rosszul érintette a lengyeleket is: azokat az iskolákat, ahol nem a portugál volt a tanítási nyelv bezáratták. Ez komoly hatással volt a lengyel közösségre, hisz sokuk nem beszélt portuglálul és az asszimiláció miatt a következő generációs lengyelek elvesztették a kapcsolatukat az anyaországgal.

## Lengyel kultúra Brazíliában
Brazíliában Paraná államban van a legnagyobb lengyel közösség, ami miatt a lengyel kultúra erős befolyása döntően meghatározta a szövetségi államot. Számos kisvárosnak a többségi lakossága rendelkezik lengyel felmenőkkel és sokuk lengyelül is beszél, habár a legtöbb brazíliai lengyel ma már portugálul beszél.
Paraná állam fővárosa, Curitibá rendelkezik a világ második legnagyobb lengyel diaszpórájával, amiben csak Chicago előzi meg az Egyesült Államokból. A lengyel zene, gasztronómia és kultúra meghatározza a régiót. Curitiba város arculatát a lengyel zsidó származású Jaime Lerner polgármestersége meghatározta.

## Híres brazíliai lengyelek
- Alessandra Ambrosio, szupermodell. Erechimben, Rio Grande do Sul államban született.
- Alexandre Herchcovitch, divatterző. Ortodox zsidó családban született São Pauloban.
- Angélica Ksyvickis, Litván, ukrán és lengyel származású, Rede Globónál televíziós műsorvezető, színésznő és énekesnő.
- Edson Zwaricz, labdarúgó.
- Henrique de Curitiba, született Zbigniew Henrique Morozowicz, zeneszerző. Curitibaban született.
- Jaime Lerner, politikus. Curitibaban született és a város polgármestere majd Paraná állam kormányzója volt.
- Letícia Wierzchowski, regényíró és forgatókönyvíró. A Brazíliában népszerű "A Casa das Sete Mulheres" című folytatásos, történelmi regény írója.
- Mizuho Lin énekes, a Semblant melodic death metal együttes tagja.
- Maurício Waldman, környezetvédő.
- Paulo Leminski, költő és író.
- Paulo Szot, Tony-díjas operaénekes és színész. São Pauloban született.
- Xuxa, Német, osztrák, olasz és lengyel származású népszerű televíziós műsorvezető, Rede Globo számos műsorát vezette és Latin Grammy díjas énekes. Santa Rosa, Rio Grande do Sul-ban született.
- Serginho Groisman, Édesanyja lengyel, A Globo "Altas Horas" talkshowjának házigazdája.
- Francisco Lachowski, modell, apja révén lengyel.
- Samuel Klein, Casas Bahia alapítója, üzletember és filantróp, Holokauszt túlélő.
- Ricardo Lewandowski, Brazília igazságügyi minisztere.
- Thaís Pacholek, színésznő.
- Thiago Rangel Cionek, labdarúgó.
- Vicente Mickosz, rádiós műsorvezető.
- Filipe Luís Kasmirski, labdarúgó.
- Leandro Narloch, újságíró és író.[5]
- Rudolf Komorek, misszionárius vezető
- Ariane Lipski, küzdősportoló.[6]
- Zbigniew Marian Ziembiński. Színházi dráma színész és rendező valamint televíziós és filmes rendező és színész .